# Собор Сен-Спир
Собор Сен-Спир в Корбей-Эсоне (фр. Cathédrale Saint-Spire de Corbeil-Essonnes) — католический кафедральный собор епархии Эври-Корбей-Эсона в городе Корбей-Эсон, во французском департаменте Эсон (регион Иль-де-Франс). Имеет статус исторического памятника (присвоен в 1840 и повторно в 1913 годах). Собор посвящён святому Эксуперию (фр. Saint Spire, также фр. Saint Exupère).

## История

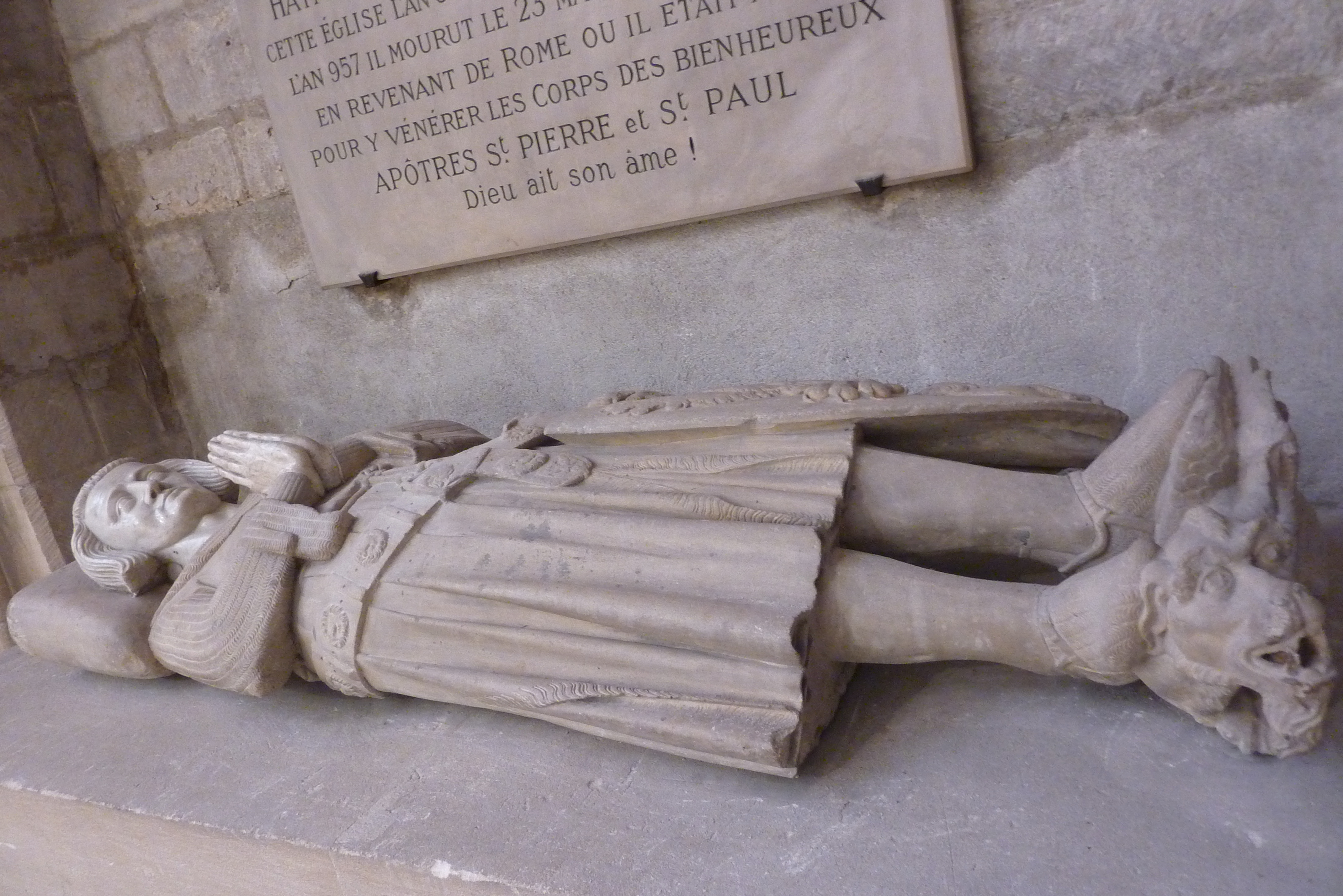
Эффигия Эмона Корбейского.

Первая коллегиальная церковь была основана в 950 году графом Эмоном Корбейским для хранения мощей святого Эксуперия, первого епископа Байё. Граф Эмон, умерший в 957 во время паломничества в Рим, был похоронен здесь же. Около 1000 года мощи святого Лупа, третьего епископа Байе, были также помещены в церковь, которая стала посвящена обоим святым. В 1071 году граф Бушар II обнес церковь и ее пристройки стенами и основал аббатство. Этот архитектурный ансамбль известен как клуатр Сен-Спир (фр. Cloître Saint Spire). Известно, что и каноники, и миряне, проживавшие там, находились не в местной юрисдикции, но подчинялись непосредственно епископу парижскому. Первое здание несколько раз страдало от пожаров (в 1019 и между 1137 и 1144 годами), его восстановление проходило постепенно на протяжении веков — неф был построен в XII веке, колокольня — в XIII веке, а своды и хор лишь в XV веке. Этим объясняется освящение, произошедшее лишь через без малого 500 лет после начала постройки — 10 октября 1437 года.

## Архитектура и интерьер
Основной материал, применявшийся при строительстве церкви — гранит и известняк, крыша покрыта сланцевым шифером. Колонны и капители трансепта выполнены в романском стиле конца XI века. Боковые нефы имеют полукруглые своды, а травеи с XIV века увенчаны крестообразными оживами. Пятигранный хор XV века, представляющий собой образец пламенеющей готики, украшен в стиле кивория и служит доступом к королевским капеллам над ризницей. Эффигия графа Эмона, выполненная из мрамора в XIV веке, имеет статус исторического памятника с 11 апреля 1902 года. Также в соборе находится картина художника Жан-Батиста Мозеса, уроженца Корбея, изображающая обряд экзорцизма, проводимый святым Эксуперием. Картина включена в реестр исторических памятников 2 мая 1907 года.
Мощи святого Эксуперия по сей день хранятся в соборе, пережив французскую революцию, разграбление церкви во франко-прусскую войну и обе мировые войны. Мощи святого Лупа были утеряны. Витражи церкви уничтожались дважды: сначала немецкой авиабомбардировкой в Первую мировую войну, 22-23 мая 1918 года, а затем во Вторую мировую, в результате бомбардировки союзников 13 августа 1944 года. Современные витражи были созданы в 1946 году.